# Combat de Pirano
Guerres napoléoniennes
Batailles
- Lissa
- Pelagosa
- Pirano
- Zara
- Cattaro
- Raguse

Le combat de Pirano (aussi connu sous le nom de combat de Grado) est un combat naval mineur qui a lieu le 22 février 1812 en mer Adriatique entre un vaisseau de ligne français et un navire de ligne britannique, à proximité des villes de Piran et de Grado. Le Rivoli, du nom d'une victoire remportée par Napoléon quinze ans auparavant, a été récemment achevé dans les arsenaux de Venise. Le navire est déployé dans l'Adriatique par les autorités françaises afin d'y soutenir les forces navales qui, depuis un an, n'ont connu qu'une succession de défaites.
Craignant que ce navire ne remette en question la domination britannique dans ce secteur, la Royal Navy ordonne à un navire de ligne de la flotte de Méditerranée d'intercepter et de capturer le Rivoli lors de son voyage inaugural. Le capitaine John Talbot (en) du HMS Victorious arrive au large de Venise à la mi-février et entame le blocus du port. Alors que le Rivoli tente de s'échapper à la faveur du brouillard, Talbot prend le navire en chasse et le force à se rendre après un combat de cinq heures, au cours duquel le Rivoli perd la moitié de son équipage tué ou blessé.

## Contexte
À la suite du traité de Tilsit en juillet 1807, les Russes abandonnent leurs positions en mer Adriatique et les Français prennent possession de l'île de Corfou, de haute valeur stratégique. Le traité de Schönbrunn, conclu en 1809 avec l'Autriche, consolide l'influence française dans ce secteur en officialisant leur mainmise sur les Provinces illyriennes, à l'est de l'Adriatique. Simultanément, les gouvernements français et italien lancent un vaste programme de construction navale dans les ports de la côte italienne, en particulier à Venise, afin de reconstituer une flotte capable de rivaliser avec les escadres britanniques en Méditerranée. Ces efforts sont toutefois obérés par le mauvais état des finances italiennes et par les difficultés que rencontre la marine française à recruter ses équipages et à équiper correctement ses navires. De fait, le premier vaisseau de ligne conçu en Adriatique dans le cadre de ce programme n'est lancé qu'en 1810 et achevé seulement deux ans plus tard.

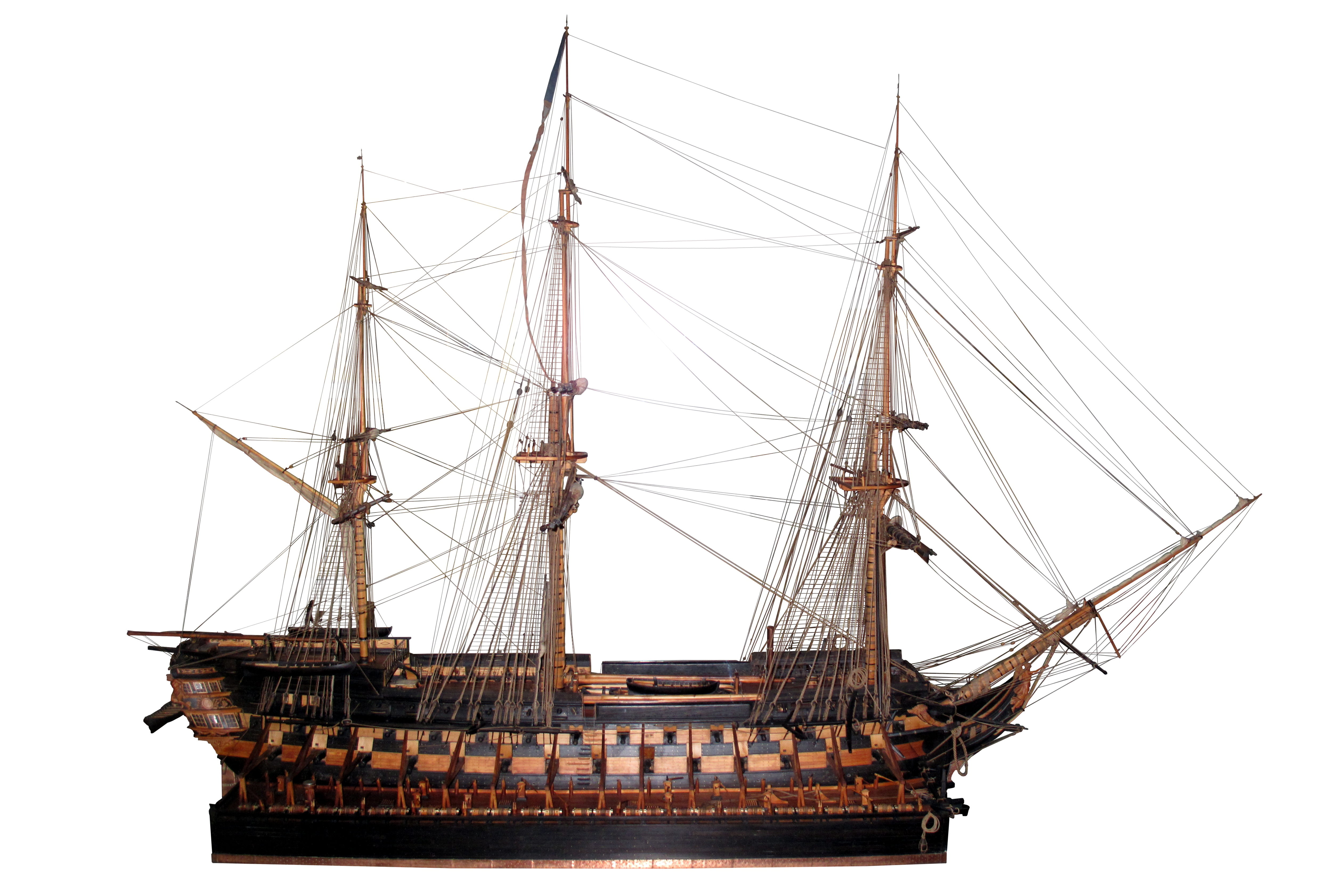
Le Rivoli équipé de ses « chameaux » (flotteurs) lui ayant permis de franchir les bas-fonds à sa sortie du port de Venise.

À l'époque du lancement de ce vaisseau, le Rivoli, la Royal Navy exerce une domination incontestée dans les eaux de l'Adriatique. Le commandant français du secteur, Bernard Dubourdieu, a été tué et son escadre détruite au cours de la bataille de Lissa en mars 1811, et le ravitaillement des garnisons impériales isolées sur l'ensemble du territoire s'avère de plus en plus périlleux ; la destruction lors du combat de Pelagosa d'un convoi armé se rendant de Corfou à Trieste, le 29 novembre, illustre ce nouvel état de fait. L'entrée en scène du Rivoli est toutefois perçu par les autorités françaises comme une opportunité de renverser le cours de la guerre. En effet, le nouveau bâtiment de ligne dispose d'une puissance de feu supérieure à celle des frégates anglaises présentes dans l'Adriatique et peut ainsi prendre la mer sans courir le risque d'être attaqué par l'escadre britannique de Lissa.
La Royal Navy, consciente de la menace que fait peser le Rivoli sur son hégémonie dans l'Adriatique, se tient régulièrement au courant de l'avancée des travaux grâce à des espions infiltrés dans le port de Venise. Le Rivoli est sur le point d'être achevé lorsque le HMS Victorious (en) est détaché de l'escadre de Méditerranée pour l'intercepter à sa sortie du port. Le Victorious est commandé par le capitaine John Talbot (en), un officier talentueux et populaire qui s'est illustré en capturant la frégate française Ville de Milan en 1805 et en participant aux opérations dans les Dardanelles en 1807. Il est accompagné du HMS Weazel, un brick de 18 canons sous les ordres du commander John William Andrew.

## Déroulement du combat

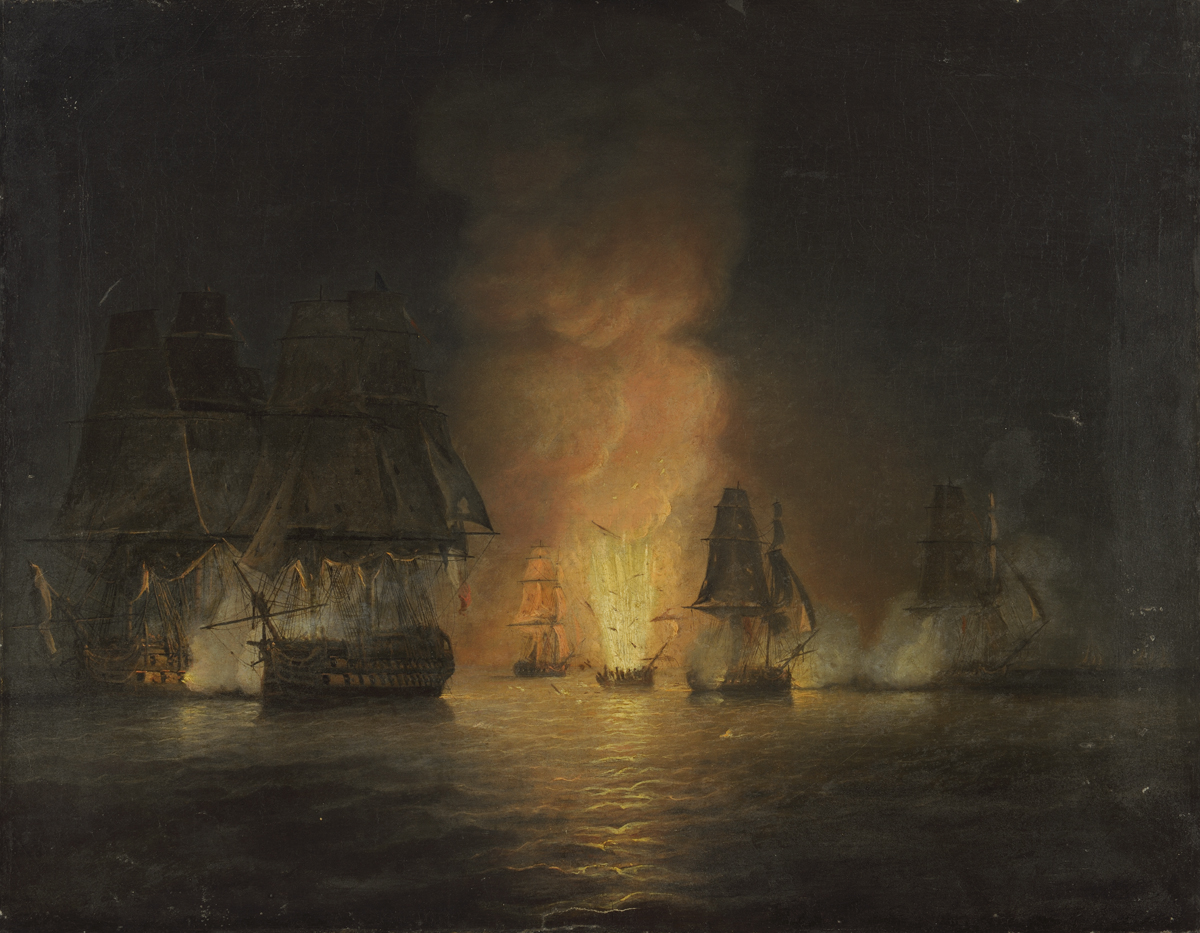
L'explosion du Mercure représentée par le peintre Thomas Luny dans son tableau HMS 'Victorious' Taking the 'Rivoli', 22 February 1812, conservé au National Maritime Museum.

Après avoir franchi la lagune en avant de Venise le 20 février 1812 à l'aide de « chameaux », sorte de flotteurs utilisés pour soulever le navire, le Rivoli quitte le port le lendemain, sous le commandement du capitaine de vaisseau Jean-Baptiste Barré (en). Son équipage, composée à la fois de conscrits italiens et de marins dalmates, a été réuni à la hâte quelques jours auparavant et manque cruellement d'expérience,. Le Rivoli est escorté de cinq navires de taille plus modeste : les bricks Mercure et Iéna (16 canons), le brick Mamelouk (8 canons) et deux petites canonnières, l'ensemble formant une ligne de bataille improvisée. Barré veut profiter de l'épais brouillard qui s'est abattu sur la zone pour forcer le blocus de la rade par les navires anglais et échapper ainsi à toute poursuite. Le Victorious s'est effectivement éloigné du rivage au moment du brouillard, de sorte que lorsque Talbot peut à nouveau discerner le port de Venise à 14 h 30, il constate que sa cible a disparu. Se lançant à la recherche de Barré, qui fait voile vers Pula, Talbot repère un bâtiment de l'escadre française à 15 h et donne immédiatement la chasse.
Le départ inopiné de la flotte française a permis au Rivoli de prendre une sérieuse avance sur son adversaire, et ce n'est que le 22 février à 2 h 30 que Talbot parvient à rattraper l'escadre de Barré. Pour ne pas être retardé par les navires de l'escorte, le commandant anglais lance contre eux le Weazel tandis que lui-même fonce directement sur le Rivoli. À 4 h 15, le Weazel gagne de vitesse le brick Mercure situé le plus en arrière de l'escadre et tire sur lui à bout portant. Ce dernier rend coup pour coup. Le Iéna engage à son tour le Weazel mais la grande distance qui sépare les deux navires permet au commander Andrew de concentrer ses attaques sur le Mercure, qui se défend avec ardeur pendant une vingtaine de minutes avant d'être pulvérisé par une gigantesque explosion, probablement due à l'incendie de ses magasins de munitions. Le Weazel envoie immédiatement des canots pour se porter au secours d'éventuels survivants, mais seuls trois hommes sont repêchés.
À la suite de la destruction du Mercure, le Iéna et les autres bricks français se dispersent. Le Weazel poursuit brièvement le Iéna et le Mamelouk, sans résultat. La fuite des navires de l'escorte permet cependant au Victorious d'approcher le Rivoli sans rencontrer de résistance ; à 4 h 30, les deux vaisseaux engagent un duel d'artillerie à courte portée qui se poursuit sans interruption pendant trois heures et demie. Au cours du combat, chacun des deux navires subit des dommages importants ainsi que des pertes sévères au sein de l'équipage. Le Victorious est en particulier victime d'une salve du Rivoli qui ravage sa poupe, à la suite de quoi l'affrontement s'interrompt pendant une demi-heure avant de reprendre de plus belle à hauteur de la pointe de Grado. Le capitaine Talbot, touché à la tête par un éclat de bois qui le rend temporairement aveugle, cède le commandement du Victorious au lieutenant Thomas Peake. Afin de hâter la reddition du Rivoli, Peake rappelle le Weazel qui, dans une manœuvre destinée à empêcher son adversaire de fuir, passe devant la proue du Rivoli et canonne ce dernier à plusieurs reprises en enfilade.

## Reddition duRivoliet conséquences

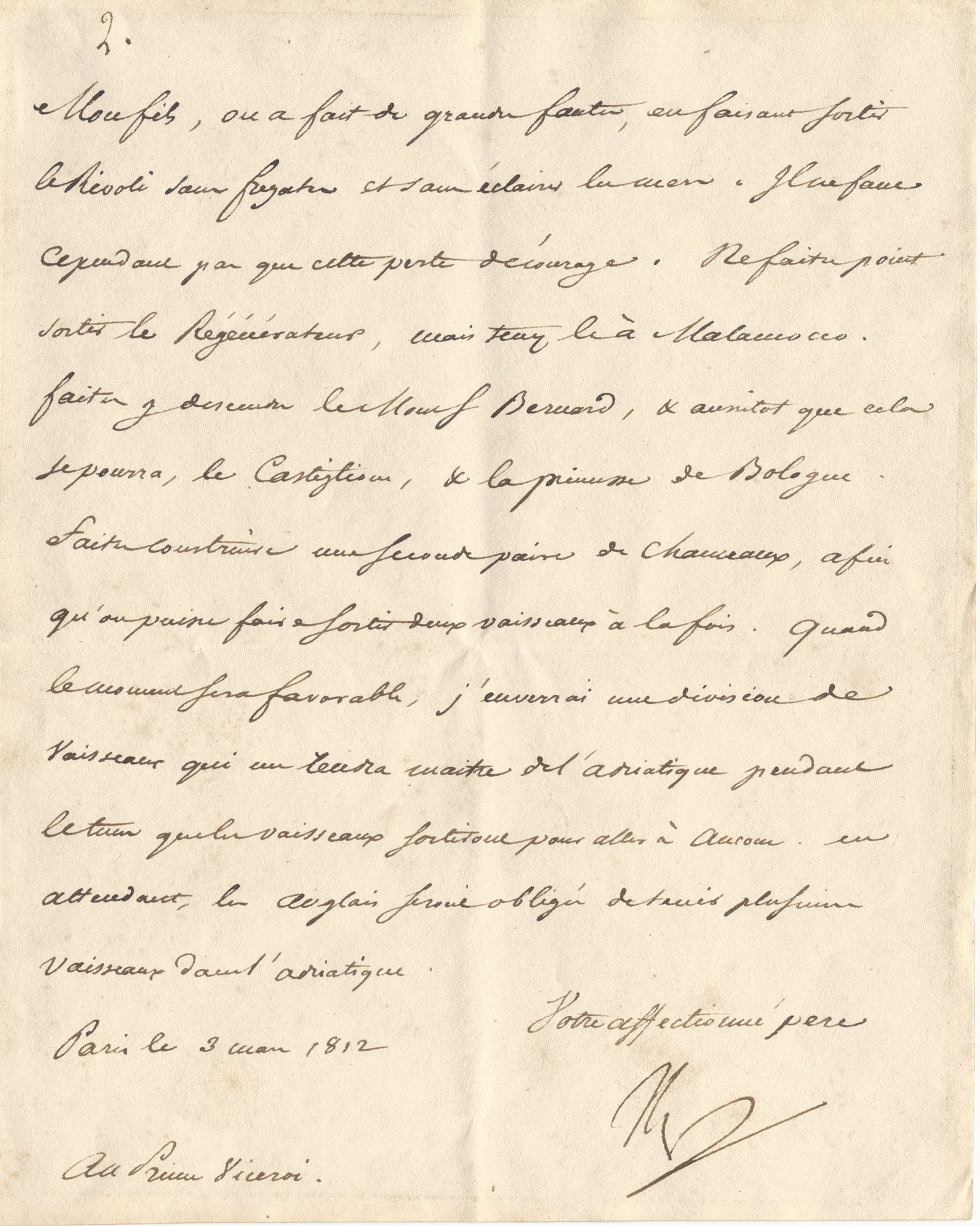
Lettre de Napoléon à Eugène de Beauharnais, vice-roi d'Italie, à propos de la capture du Rivoli : mon fils, on a fait une grande faute, en faisant sortir le Rivoli sans frégate et sans éclairer la mer. Il ne faut cependant pas que cette perte décourage […].

À 8 h 45, alors que le Rivoli lutte toujours désespérément pour atteindre le port de Trieste, son mât de misaine s'effondre sous le feu du Victorious et du Weazel. Presque au même moment, deux de ses canons de 36 livres explosent, tuant ou blessant une soixantaine d'hommes et semant la confusion à bord du navire. Cet incident démoralise l'équipage de Barré, qui est obligé de transférer une partie des canonniers du pont supérieur vers la batterie inférieure. Quinze minutes plus tard, le vaisseau, accablé par les tirs, n'est plus gouvernable et Barré décide d'amener son pavillon. Le Rivoli déplore 400 tués ou blessés sur un équipage d'environ 800 hommes, lesquels, en dépit de leur inexpérience, se sont remarquablement comportés sous le feu. Les pertes à bord du Victorious sont également sévères : un officier et 25 marins tués auxquels s'ajoutent six officiers (dont le capitaine Talbot) et 93 marins blessés.
Les pertes françaises sur le Mercure, bien qu'inconnues avec précision, sont lourdes, seuls trois marins ayant survécu. Le Weazel, pourtant longuement engagé contre trois navires français différents, ne comptabilise aucune perte durant l'engagement. Au lieu de poursuivre la flottille d'escorte du Rivoli, les Britanniques s'emploient à ramener ce dernier au port à titre de prise de guerre, et les navires français survivants peuvent se réfugier dans des ports amis sans être inquiétés. Au moment de sa capture, le Rivoli est un vaisseau neuf et bien construit ; après des réparations sommaires à Port Saint-George, lui et le Victorious regagnent ensemble la Grande-Bretagne. Le Victorious y remis en état puis affecté à l'escadre de Talbot pour lutter contre la marine américaine dans le cadre de la guerre de 1812 ; quant au Rivoli, intégré à la flotte britannique sous le nom de HMS Rivoli, il sert dans les eaux territoriales britanniques.
Pour ce fait d'armes, les équipages du Victorious et du Weazel obtiennent diverses récompenses. Beaucoup d'officiers subalternes sont ainsi promus et le commandant Andrew du Weazel est nommé post-captain. Le capitaine Talbot est fait chevalier commandant de l'ordre du Bain à la fin de la guerre en reconnaissance de sa victoire. Près de quatre décennies plus tard, l'affrontement est un des combats commémorés par une barrette attachée à la Naval General Service Medal, décernée sur demande à tous les vétérans britanniques encore en vie en 1847. Le combat de Pirano est la dernière action d'envergure entre navires de ligne dans l'Adriatique ; son issue permet aux croisières britanniques d'attaquer impunément les convois et les installations côtières françaises et de s'emparer d'un grand nombre d'îles et de garnisons isolées, avec le soutien d'une population illyrienne de plus en plus nationaliste.

## Postérité
En 2001, les restes du brick Mercure, coulé pendant la bataille, ont été retrouvés par 18 m de fond au large de Punta Tagliamento, sur la commune de Lignano Sabbiadoro, dans la province d'Udine. L'épave, en excellent état de conservation, ainsi que les plus de 900 objets remontés à la surface constituent une découverte exceptionnelle en matière d'archéologie sous-marine et donnent un aperçu de la vie à bord des navires du royaume d'Italie au début du XIXe siècle. Il s'agit également de la plus ancienne trace d'un navire arborant le pavillon vert, blanc et rouge.
Une étude menée en 2010 dans les archives des marines française et britannique, par un collectif de chercheurs travaillant sur l'épave, émet l'hypothèse que l'explosion du Mercure aurait pu être déclenchée volontairement par le commandant du navire, Giovanni Palicucchia, en réponse à une tentative de mutinerie de son équipage qui voulait se rendre aux Britanniques. Ce récit s'appuie notamment sur des sources françaises qui attribuent au naufrage une cause accidentelle, alors que les journaux de bord du Victorious et du Weazel (conservés aux Archives nationales britanniques à Londres) affirment que l'explosion du Mercure est due à la canonnade anglaise.